# Botweefsel

Dwarsdoorsnede van een bot

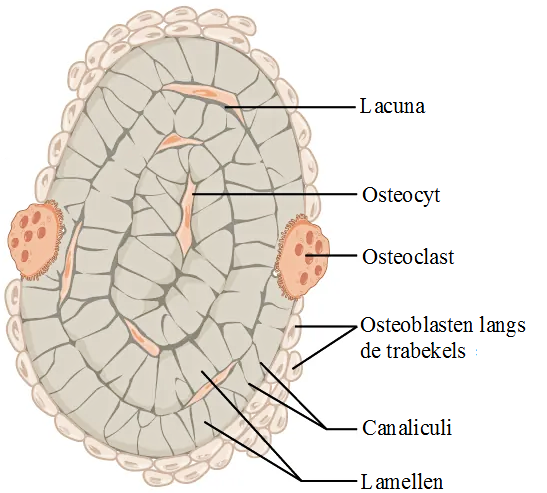
Botweefsel

Botweefsel is een gespecialiseerde vorm van bindweefsel. Het is drukbestendig en kan grote trekkrachten weerstaan. Het is opgebouwd uit collagene fibrillen (30%), kalkzouten (60%) die voor de verharding van de botmatrix zorgen, en water (10%). In het botweefsel komen een aantal soorten cellen voor: osteoblasten, osteocyten en osteoclasten. Het volwassen menselijk lichaam heeft ongeveer 42 miljard osteocyten.
Osteocyten hebben belangrijke functies in het onderhoud van het skelet, zoals het uitwisselen van mineralen, voedingsstoffen en afvalstoffen via de canaliculi. Osteoclasten breken bot af en osteoblasten bouwen bot op. Terugkoppeling van de fysieke activiteit van osteocyten handhaaft de botmassa, terwijl terugkoppeling van osteocyten de grootte van de botvormende eenheid beperkt. Een belangrijk aanvullend mechanisme is de secretie door osteocyten, ingebed in de botmatrix, van sclerostine, een proteïne dat een reactiepad remt dat osteoblastactiviteit handhaaft. Wanneer het osteon een gelimiteerde grootte bereikt, deactiveert het dus de botsynthese. Het harde, verkalkte deel van het bot bestaat uit botmatrix. 
Ondanks de hardheid is het botweefsel (ook in volwassen toestand) sterk dynamisch. Onder invloed van druk en trekkrachten wordt het bot voortdurend opnieuw gemodelleerd, door opbouw en afbraak van het botweefsel. Na een botbreuk weet het zich effectief te herstellen en tijdens de groei van het lichaam ondergaan de botten grote veranderingen in vorm.
Botmatrix is hard doordat het gemineraliseerd is, dat wil zeggen dat er in grote hoeveelheden zouten van calcium en fosfor (hydroxyapatiet) zijn afgezet. Ook bevat botmatrix grote hoeveelheden collagene vezels. Zonder deze zeer trekvaste elementen zouden onze botten wel heel hard zijn, maar ook uiterst bros en breekbaar.
De osteocyten liggen in kleine kamertjes (lacunae) in de matrix. Net als vele andere bindweefselcellen staan ze via dunne uitlopertjes in contact met naburige osteocyten. Deze uitlopers verlopen in fijne kanaaltjes (canaliculi) in de matrix. Via de canaliculi staan de lacunae met elkaar in verbinding.
In het bot komt ook het systeem van Havers voor. Deze kanaaltjes zorgen voor de voedselvoorziening van de cellen in het botweefsel.
Botweefsel komt in twee vormen in de botten voor:
- Compact bot dat de buitenzijde van de botten vormt en
- Spongieus bot dat we binnen in de botten aantreffen.

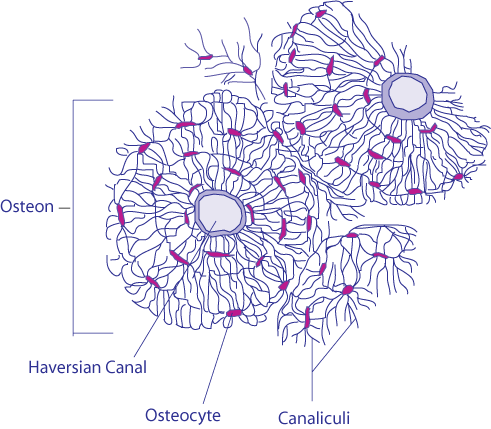
Dwarsdoorsnede van het bot met osteocyten, osteonen en kanalen van Havers

## Botstructuur
Het skelet is een groot orgaan dat gedurende het hele leven wordt gevormd en afgebroken bij gewervelde dieren met longen. Het skelet is belangrijk als ondersteunende structuur en voor het behoud van de calcium-, fosfaat- en zuur-basestatus in het hele organisme. Het functionele deel van bot, de botmatrix, is volledig extracellulair. De botmatrix bestaat uit proteïne en mineraal. Het proteïne vormt de organische matrix. Het wordt gesynthetiseerd en vervolgens wordt het mineraal toegevoegd. Het overgrote deel van de organische matrix is collageen, dat treksterkte biedt. De matrix wordt gemineraliseerd door afzetting van hydroxyapatiet. Dit mineraal is hard en biedt druksterkte. Zo vormen collageen en mineraal samen een composietmateriaal met uitstekende trek- en druksterkte, dat onder spanning kan buigen en zijn vorm kan terugkrijgen zonder schade. Dit wordt elastische vervorming genoemd. Krachten die de capaciteit van bot om zich elastisch te gedragen overschrijden, kunnen leiden tot falen, meestal botbreuken.

## Organisatie en ultrastructuur
Bij bot dat met hoge vergroting via elektronenmicroscopie is bestudeerd, is aangetoond dat individuele osteoblasten verbonden zijn door zonula occludens, die de doorgang van extracellulaire vloeistof verhinderen en zo een botcompartiment vormen dat gescheiden is van de algemene extracellulaire vloeistof. De osteoblasten zijn ook verbonden door gap junctions, kleine poriën die osteoblasten verbinden, waardoor de cellen in één groep als een eenheid kunnen functioneren. De gap junctions verbinden ook diepere lagen cellen met de oppervlaktelaag (osteocyten wanneer omgeven door bot). Dit werd direct aangetoond door fluorescerende kleurstoffen met een laag moleculair gewicht in osteoblasten te injecteren en te laten zien dat de kleurstof diffundeerde naar omliggende en diepere cellen in de botvormende eenheid. Bot bestaat uit veel van deze eenheden, die gescheiden zijn door ondoordringbare zones zonder cellulaire verbindingen, cementlijnen genoemd.

## Collageen en bijkomende eiwitten
Bijna alle organische (niet-minerale) componenten van bot zijn dicht collageen type I, dat dicht gevlochten vezels vormt die bot zijn treksterkte geven. Door nog onduidelijke mechanismen scheiden osteoblasten lagen georiënteerd collageen uit, waarbij de lagen evenwijdig aan de lange as van het bot afwisselen met lagen loodrecht op de lange as van het bot om de paar micrometer. Defecten in collageen type I veroorzaken de meest voorkomende erfelijke stoornis van bot, osteogenesis imperfecta genoemd.
Kleine, maar belangrijke hoeveelheden kleine eiwitten, waaronder osteocalcine en osteopontine, worden uitgescheiden in de organische matrix van bot. Osteocalcine wordt niet in significante concentraties tot expressie gebracht, behalve in bot, en daarom is osteocalcine een specifieke marker voor botmatrixsynthese. Deze eiwitten verbinden organische en minerale componenten van de botmatrix. De eiwitten zijn noodzakelijk voor maximale matrixsterkte vanwege hun intermediaire lokalisatie tussen mineraal en collageen.
Bij muizen waarbij de expressie van osteocalcine of osteopontine werd geëlimineerd door gerichte verstoring van de respectieve genen (knockout-muizen) werd de accumulatie van mineralen echter niet merkbaar beïnvloed, wat aangeeft dat de organisatie van de matrix niet significant verband houdt met mineraaltransport.

## Mineralisatie van bot
De mechanismen van mineralisatie worden niet volledig begrepen. Fluorescerende, laagmoleculaire verbindingen zoals tetracycline of calceïne binden zich sterk aan botmineraal, wanneer ze gedurende korte perioden worden toegediend. Ze hopen zich vervolgens op in smalle banden in het nieuwe bot. Deze banden lopen over de aaneengesloten groep botvormende osteoblasten. Ze komen voor op een smal (submicrometer) mineralisatiefront. De meeste botoppervlakken vertonen geen nieuwe botvorming, geen tetracycline-opname en geen mineraalvorming. Dit suggereert sterk dat gefaciliteerd of actief transport, gecoördineerd over de botvormende groep, betrokken is bij botvorming en dat alleen celgemedieerde mineraalvorming plaatsvindt. Dat wil zeggen dat calcium uit voeding geen mineraal creëert door een massale actie.
Het mechanisme van mineraalvorming in bot is duidelijk verschillend van het fylogenetisch oudere proces waarbij kraakbeen wordt gemineraliseerd: tetracycline labelt gemineraliseerd kraakbeen niet op smalle banden of op specifieke plaatsen, maar diffuus, in overeenstemming met een passief mineralisatiemechanisme.
Osteoblasten scheiden bot van de extracellulaire vloeistof door middel van zonula occludens door gereguleerd transport. In tegenstelling tot kraakbeen kunnen fosfaat en calcium niet door passieve diffusie in of uit bewegen, omdat de zonula occludens van een osteoblast de botvormingsruimte isoleren. Calcium wordt door osteoblasten getransporteerd door middel van gefaciliteerd transport (dat wil zeggen door passieve transporteurs, die calcium niet tegen een gradiënt in pompen). Fosfaat wordt daarentegen actief geproduceerd door een combinatie van secretie van fosfaatbevattende verbindingen, waaronder adenosinetrifosfaat, en door fosfatasen die fosfaat splitsen om een hoge fosfaatconcentratie te creëren aan het mineralisatiefront. Alkalische fosfatase is een membraanverankerd eiwit dat een karakteristieke marker is die in grote hoeveelheden tot expressie komt aan de apicale (secretoire) zijde van actieve osteoblasten.
Er is minstens nog één gereguleerd transportproces bij betrokken. De stoichiometrie van botmineraal is in principe die van hydroxyapatiet dat neerslaat uit fosfaat, calcium en water bij een licht alkalische pH:
{\displaystyle {\ce {6HPO4^2-}}}+ {\displaystyle {\ce {2H2O}}} + {\displaystyle {\ce {10Ca^{2}+\ _{\longrightarrow }^{\longleftarrow }\ }}} {\displaystyle {\ce {Ca10(PO4)6(OH)2}}}+ {\displaystyle {\ce {8H^+}}}
In een gesloten systeem hoopt zuur zich op als mineraal neerslaat, waardoor de pH snel daalt en verdere neerslag wordt gestopt. Kraakbeen vormt geen barrière voor diffusie en zuur diffundeert daarom weg, waardoor neerslag kan doorgaan. In het osteon, waar de matrix door zonula occludens van extracellulaire vloeistof wordt gescheiden, kan dit niet gebeuren. In het gecontroleerde, afgesloten compartiment zorgt het verwijderen van H+ voor neerslag onder een grote verscheidenheid aan extracellulaire omstandigheden, zolang calcium en fosfaat beschikbaar zijn in het matrixcompartiment.  Het mechanisme waarmee zuur de barrièrelaag passeert, blijft onzeker. Osteoblasten hebben de capaciteit voor Na+/H+-uitwisseling via de redundante Na/H-wisselaars, NHE1 en NHE6. Deze H+-uitwisseling is een belangrijk element bij het verwijderen van zuur, hoewel het mechanisme waarmee H+ wordt getransporteerd van de matrixruimte naar de barrière-osteoblast niet bekend is.
Bij het verwijderen van bot wordt een omgekeerd transportmechanisme gebruikt dat zuur levert aan de gemineraliseerde matrix om hydroxyapatiet in oplossing te sturen.